# Kirche Fischhausen (Ostpreußen)

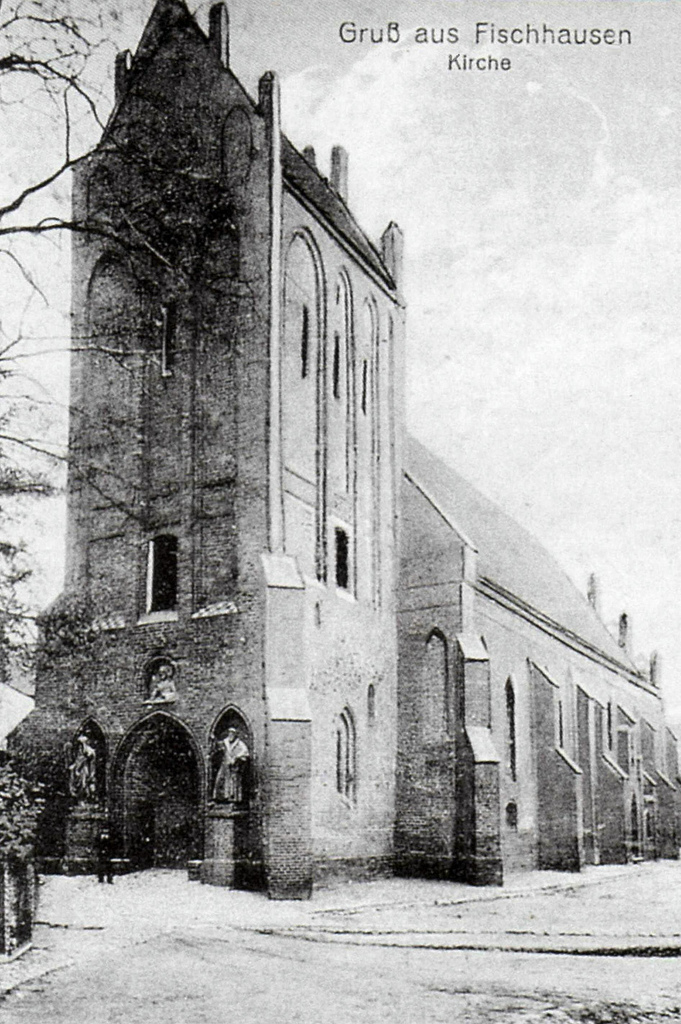
Kirche Fischhausen (vor 1930)

Die Kirche in Fischhausen am Frischen Haff in Ostpreußen war ein Backsteinbau und stammte aus dem 14. Jahrhundert. Seit der Reformation bis 1945 war sie ein evangelisches Gotteshaus, das im Zweiten Weltkrieg stark beschädigt und von den Behörden der dann Primorsk genannten Stadt Anfang der 1960er Jahre abgerissen wurde.
Die Fischhausener Kirche stand in dem jetzt eingeebneten ehemaligen alten Stadtbezirk, der heute im Osten der Stadt zu finden ist.

## Kirchengebäude

Eingang am Turm, ca. 1895

Bei der Kirche Fischhausen handelte es sich um einen mit gerade geschlossenem Chor sowie Turm versehenen Backsteinbau aus der ersten Hälfte des 14. Jahrhunderts. Im 19. und zuletzt im 20. Jahrhundert wurde das Gebäude aufwändig restauriert.
Vor dem Kircheneingang standen lebensgroße Figuren in Terrakotta, später in Bronze erneuert, die den Heiligen Adalbert, den Bischof Georg von Polenz und Jesus Christus darstellten und Geschenke des Königs Friedrich Wilhelm IV. waren.
Der älteste Teil der Kirche, der Chor, war zunächst, wie auch das Langhaus, flach gedeckt. Erst um 1500 wurde die Einwölbung vorgenommen. Zur gleichen Zeit wurden auch die Spitzbogen-Arkaden vor die Innenwände gelegt.
Der Altarschrein stammte aus dem Jahre 1606. Im Mittelbild zeigte der Flügelaltar die göttliche Dreieinigkeit, darüber die zehn klugen und zehn törichten Jungfrauen. Auf den geöffneten Altarflügeln sah man die vier Evangelisten, bei geschlossenem Zustand waren Bilder aus der Passionsgeschichte zu sehen.
Der Taufstein aus Granit stammte aus dem 16. oder 17. Jahrhundert, die Kanzel aus dem 18. Jahrhundert. Die Orgelempore wurde um 1580 eingezogen. Die Orgel selbst war ein Werk von Zickermann, entweder von Adrian Zickermann dem Älteren oder seinen Söhne Johann oder Adrian dem Jüngeren, aus dem Jahre 1616. Erhalten blieb ein prachtvoller barocker Beichtstuhl sowie wertvolles Abendmahlsgerät aus dem 15. bis 18. Jahrhundert.
Die Kirche besaß drei Glocken, deren größte aus dem Jahre 1674 stammte. Sie wurde im Zweiten Weltkrieg beschlagnahmt, überstand den Krieg jedoch auf dem Glockenfriedhof in Hamburg-Veddel und befindet sich heute im Turm der Nikolaikirche in Lüneburg.
Das Gotteshaus hat im Zweiten Weltkrieg stark gelitten. Bis etwa 1961 stand die Ruine in den Resten der zerstörten Stadt. Anlässlich eines Besuches des sowjetischen Partei- und Regierungschefs Nikita Chruschtschow wurde – um dem Politiker den peinlichen Anblick zu ersparen – das historische Stadtzentrum mit der Kirche eingeebnet. Der Bereich liegt heute vor den Toren der neuen Stadt Primorsk; von der Kirche sind nur noch wenige Steinfragmente zu sehen.

## Kirchengemeinde

### Kirchengeschichte
Fischhausen ist ein sehr alter Kirchort. Die Gründung einer Kirchengemeinde hier geht auf das Jahr 1305 zurück. Bereits 1264 wurde die Stadt Sitz des Bischofs von Samland – sie hieß damals auch „Bischofshausen“ – und blieb es bis zum Jahre 1525, als das Bistum aufgelöst wurde, nachdem der damalige Amtsinhaber Georg von Polenz 1523 zur lutherischen Lehre konvertiert war. Fischhausen wurde Sitz einer Inspektion und später bis 1945 eines Kirchenkreises in der Kirchenprovinz Ostpreußen der Kirche der Altpreußischen Union. Seit der Reformation amtierten in Fischhausen zwei Geistliche in der Gemeinde, die 1925 insgesamt 4473 Gemeindeglieder in 15 Kirchspielorten zählte.
Aufgrund von Flucht und Vertreibung der deutschen Bevölkerung in Kriegsfolge kam das kirchliche Leben in der nun Primorsk genannten Stadt zum Erliegen. Heute liegt die Stadt im Einzugsbereich der in den 1990er Jahren neu entstandenen evangelisch-lutherischen Gemeinde in Swetly (Zimmerbude), einer Filialkirche der Auferstehungskirche in Kaliningrad (Königsberg) in der Propstei Kaliningrad der Evangelisch-lutherischen Kirche Europäisches Russland.

### Kirchspielorte
Bis 1945 zählte das Kirchspiel Fischhausen neben dem Pfarrort 16 Kirchspielorte:
| Deutscher Name     | Russischer Name |  | Deutscher Name | Russischer Name |
| ------------------ | --------------- |  | -------------- | --------------- |
| Bludau             | Kostrowo        |  | Kobbelbude     | Bobrowo         |
| Bruch (bei Kallen) |                 |  | Milchbude      |                 |
| Dargen             | Lunino          |  | Littausdorf    | Sorino          |
| Forken             | Podoroschnoje   |  | Ludwigsfelde   | Serjogino       |
| Geidau             | Prosorowo       |  | Neuendorf      | Diwnoje         |
| Kallen             | Zwetnoje        |  | Sanglienen     | Chmeljowka      |
| Karlshof           | Tscherjomuchino |  | Schäferhof     |                 |
| Kaspershöfen       | Doroschnoje     |  | Wischrodt      | Krylowka        |

### Pfarrer
Von 1590 bis zum Ende des Zweiten Weltkrieges amtierten an der Fischhausener Kirche zwei evangelische Geistliche, darunter zwischen 1810 und 1863 auch Hilfsprediger und Rektoren der Schule:
- Michael N., bis 1530
- Modestus N., 1530
- NN, bis 1545
- Peter Hoffmann, seit 1546
- Michael Beer, 1559
- NN, seit 1561
- Johann Gansewind, 1565–1602
- Georg Kluge, 1590–1593
- Arnold Hecker, 1602–1612
- Johann Neander, 1606–1619
- Johann Wehner, 1613–1648
- Jacob Ulricus, bis 1631
- Johann Thilo, 1631–1634
- Christian Heineccius, 1634–1638
- Marcus Zinckenius, 1639–1648
- Jacob Teicher, 1648–1669
- Andreas Scriverius, 1648–1675
- Jacob Tydäus, 1669–1700
- Daniel Valentini, 1675–1710
- Georg Richard Tydäus, 1700–1710
- Georg Fischer, 1710–1744
- Johann Caspar Witzel, 1711–1721
- Friedrich Boltz, 1721–1725
- Johann Adolph Baumgarten, 1725–1733
- Justinus Wilhelm Zennisch, 1733–1740
- Carl Christoph Fischer, 1740–1743
- Christoph Wilhelm Martini, 1743–1776
- Johann Gottlieb Fischer, 1744–1796
- Jacob Nathanael Trosien, 1776–1810
- Carl Friedrich Schaeffer, 1810–1811
- Karl Heinrich Lebrecht Schmidt, 1810–1812
- Johann Chr. Daniel Hellmann, 1811–1819
- Friedrich Georg Sande, 1813–1814
- Johann Fr. Georg Schlakowski, 1814–1820
- Carl Emil Lebermann, 1819–1828
- Gottlieb Ferdinand Grabowski, 1820–1841
- Friedrich Wilhelm Lange, 1828–1839
- (Carl Friedrich) Eduard Grawert, 1839–1866[7]
- Carl Ferdinand Rudolf Wogram, 1842–1847
- Carl Benjamin Franz Schmall, 1848–1854
- Daniel Albert Theodor Hoffheinz, 1854–1863
- Carl Friedrich Em. Seydler, 1863–1885
- Wilhelm (Leopold) Merleker, 1867–1887[7][8]
- Hermann Moritz Wilhelm Lau, 1885–1894
- Johann Friedrich Richter, 1887–1907
- Franz Gustav Berg, 1894–1899
- Fedor Hugo Gerlach, 1899–1900
- Karl Gustav Sulanke, 1900–1907
- Fritz Pachnio, 1907–1913
- Hermann Otto Friedrich Balzer, 1907–1915
- Herbert Lipp, 1913–1917
- Georg Künstler, 1915–1934
- Kurt Heilbronn, 1918–1924
- Reinhold Naubereit, 1924–1928
- Walter Kowalewski, 1928–1932
- Gerhard Bolz, 1932–1937
- Paul Ankermann, 1934–1945
- Horst Oberländer, 1939–1943
- Armin Fligge, 1943–1945

### Kirchenbücher
Von den Kirchenbüchern des Fischhausener Kirchspiels haben sich wertvolle Bestände erhalten. Sie werden heute im Evangelischen Zentralarchiv in Berlin-Kreuzberg aufbewahrt:
- Taufen: 1648 bis 1944
- Trauungen: 1648 bis 1944
- Beerdigungen: 1648 bis 1943
- Konfirmationen: 1840 bis 1846
- Kommunikanten: 1894 bis 1924

Außerdem sind etliche Namensverzeichnisse zu den Kirchenbüchern sowie eine Gefallenenliste 1940 bis 1943 und 1944.